# موزه عکاسی لتونی

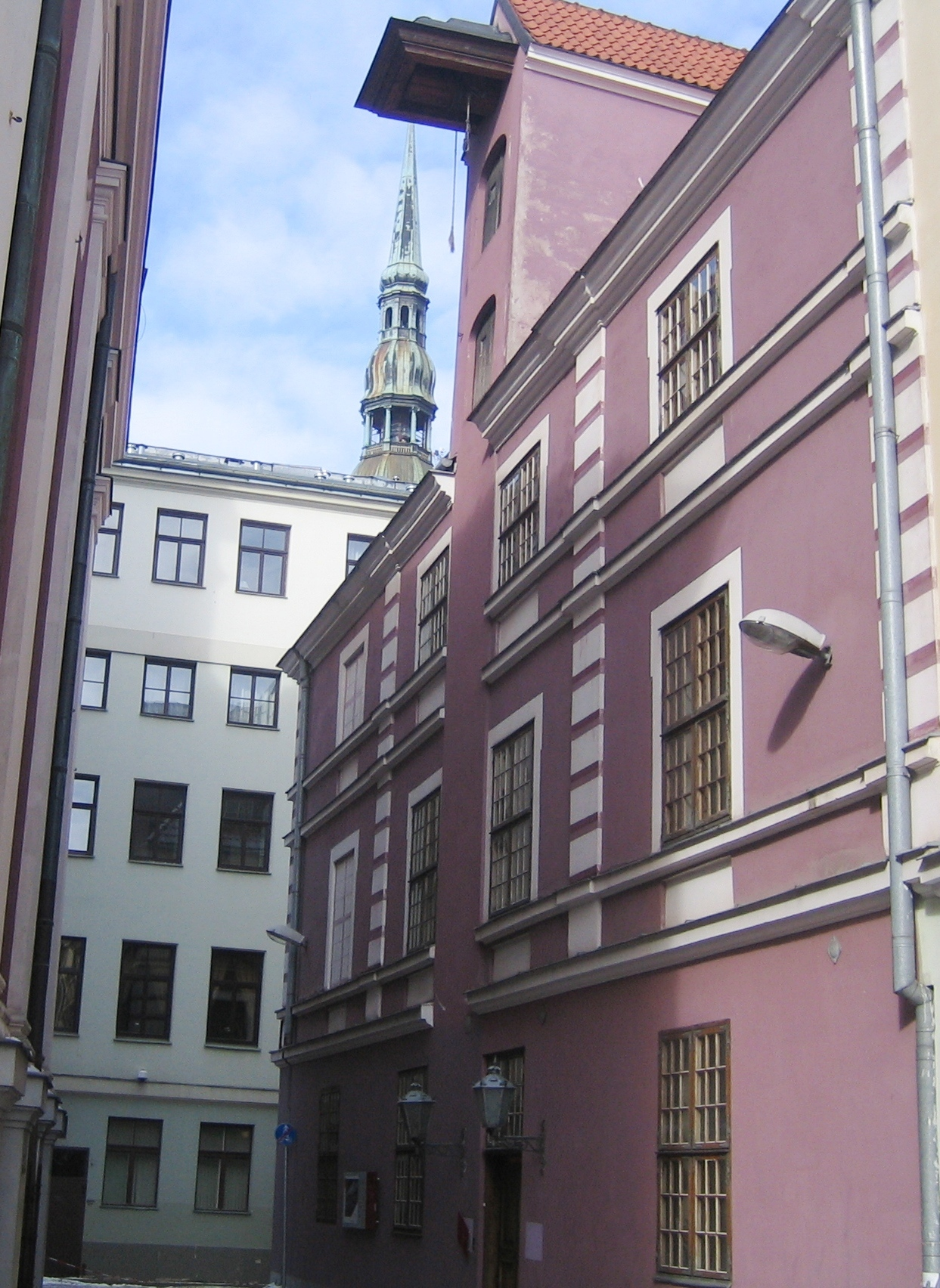
موزه عکاسی لتونی

موزهٔ عکاسی لتونی تنها بنیاد حافظه در لتونی، اختصاص‌داده‌شده به رسانهٔ عکاسی است. این موزه محدودهٔ کاملی از فرصت‌های پژوهشی مانند مجموعهٔ، بایگانی و کتابخانه ارائه می‌دهد.
در پایان سال ۲۰۲۳، موزه به مکانی موقت منتقل داده شد. یک فضای عمومی در آنجا ساخته شد که اکنون به عنوان مکانی برای یادگیری، پژوهش و گفتگو دربارهٔ عکسی تبدیل شده است.
مجموعه موزه عکاسی لتونی شامل نزدیک به ۷۰۰۰۰ مورد از جمله لوح‌های شیشه‌ای، نگاتیوهای فیلم، اسلایدها و عکس‌ها و همچنین کارت پستال، آلبوم و تجهیزات عکاسی است. اشیاء موزه در مجموعه‌هایی سازماندهی شده‌اند.